# Mehdi Essadiq
Mohammed El Mehdi Esadiq (in arabo مهدي الصديق‎?; 31 maggio 1986) è un triatleta marocchino.
È stato vicecampione continentale ai Giochi panafricani di Rabat 2019.

## Biografia
Ai Giochi panafricani di Rabat 2019 ha vinto la medaglia d'argento nella gara individuale dietro il connazionale Badr Siwane e davanti all'algerino Oussama Hellal. Nella staffetta mista si è classificato al quarto posto con i compagni di squadra Karima Kanoun, Samia M'Safer e Badr Siwane.

## Palamarès
- Giochi panafricani

Rabat 2019: argento nella gara individuale